# Nogkau (Kurta)
Nogkau (en osetio: Ногхъæу) es un pueblo que pertenece a la parcialmente reconocida República de Osetia del Sur, parte del distrito de Tsjinval, aunque de iure pertenece al municipio de Kurta de la región de Iberia Interior de Georgia.

## Geografía
Nogkau se encuentra a 1 km al oeste de Tsjinvali.  

## Historia
Nogkau es uno de los asentamientos más recientes de Osetia del Sur, fundado en la década de 1990 como un asentamiento temporal para refugiados del resto de Georgia. De 1990 a 2006, formó parte del raión de Kareli y, desde 2006, forma parte del municipio de Kurta. 
La población de la aldea ha aumentado significativamente desde 2010, debido a los fondos del gobierno surosetio y a los del óblast de Tiumén. Refugiados que anteriormente vivían en la escuela técnica agrícola de Tsjinvali se empadronaron en la aldea. En enero de 2012, la aldea se convirtió en uno de los pocos asentamientos gasificados de la República de Osetia del Sur y en otoño de 2016, se inauguró un instituto. En 2024, el presidente surosetio Alán Gaglóyev conmemoró a los fallecidos en la guerra ruso-georgiana de 2008 en Nogkau.